# Jorge Otero
Jorge Otero Bouzas (født 28. januar 1969 i Nigrán, Spanien) er en tidligere spansk fodboldspiller, der spillede som forsvarsspiller. Han var på klubplan primært tilknyttet Celta Vigo, Valencia og Real Betis. Han havde også ophold hos Atlético Madrid og Elche.
Otero spillede desuden mellem 1993 og 1996 ni kampe for Spaniens landshold. Han debuterede for holdet 8. september 1993 i et opgør mod Chile, og var en del af den spanske trup til både VM i 1994 og EM i 1996.